# Vought V-173
El Vought V-173 (anomenat Flying Pancake, Truita voladora en català per la seva forma arrodonida) fou un avió experimental de proves nord-americà construït totalment en fusta del programa d'avions de combat a la Segona Guerra Mundial, per la Força Aèria dels Estats Units.
El V-173 va ser dissenyat per l'enginyer Charles Zimmerman utilitzant un disseny «tot-ala» poc ortodox. Aquest disseny constitueix cossos plans, anomenat així com a representació que tot l'avió és l'ala, en forma de disc i que actua com a superfície d'elevació. El Flying Pancake posseïa dos motors de pistons situats al cos per a conduir les hèlix de tres pales, situades a l'avantguarda en els extrems de l'ala. Les qualitats de vol del V-173 són molt poques amb comandaments pesants i poc eficients i poca potència de vol, amb dos motors de 80 cavalls, tot i que l'envol i l'aterratge es pot realitzar en espais molt curts, especialment indicats per operacions des de portaavions.
Posteriorment, el 1947 es desenvoluparia el XF5U-1 Flying Flapjack amb motors més potents de fins a 1.350 cavalls associats a hèlixs de quatre pales i dos reactors complementaris.
Actualment hi ha un V-173 restaurat al Air National Space Museum de Washington.